# 第三十三屆威廉瓊斯盃國際籃球邀請賽
第33屆威廉瓊斯盃國際籃球邀請賽舉辦於2011年，是威廉瓊斯盃國際籃球邀請賽的第三十三屆。本屆賽事由台鹽生技冠名贊助。
女子組與賽五隊，地主派出中華女籃和世大運隊，前者為亞錦備戰，後者則準備參加世大運。
男子組共有九隊，包括地主中華男籃，多數國家皆視為亞錦的熱身戰。

## 女子組

### 參賽隊伍
- 中華女籃
- 世大運中華女籃
- 日本國家培訓隊
- 南韓三星隊
- 印度國家隊

## 男子組

### 參賽隊伍
- 中華男籃
- 日本國家培訓隊
- 南韓國家隊
- 菲律賓國家隊（SMART Gilas）
- 伊朗國家隊
- 約旦國家隊
- 阿聯國家隊
- 馬來西亞國家隊
- 南非國家隊（未參賽）

## 外部連結
中華籃協官方瓊斯盃網站